# La Unió
La Unió és un edifici de Teià (Maresme) protegit com a Bé Cultural d'Interès Local.

## Descripció
Edifici amb un cos majoritari de planta baixa, pis i golfes, i coberta de teula àrab a dos vessants amb el carener paral·lel a la façana principal. A aquest cos se li afegeixen dos més, un per la façana del passeig de la Riera, estret i amb planta baixa i dos pisos, i el mateix tipus de coberta, i un altre cos per la façana del carrer Berenguer Raudors, més ample i amb planta baixa i pis, té coberta de teula àrab a un únic vessant. Les obertures de tot el conjunt es distribueixen seguint un eix horitzontal, amb grans obertures a la planta baixa d'arc de mig punt, i finestres d'arc de mig punt amb balcó a les plantes pis. Aquestes obertures destaquen pels seus porticons verds. Les obertures a les golfes són petites i circulars. Destaca la cantonada de l'edifici amb un acabat arrodonit, on hi ha a més dibuixat el rètol amb el nom de l'edifici. L'acabat és arrebossat.

## Història
L'edifici es va construir per ordre d'en Martí Botey, qui l'any 1869 va contractar a diversos industrials per fer una casa de dues alçades destinada a cafè.
L'any 1912, la societat "Montepio de la Unión Teyanense" va comprar l'edifici que, en aquell moment, era conegut com a Cafè de Dalt, amb la intenció d'instal·lar la seva seu. El nom amb el qual es coneix l'edifici (La Unió) respon a la fusió de tres germandats de socors mutus: Sant Roc, Sant Lluís i l'Aliança del Masnou. La meta d'aquesta societat eren el mutualisme i l'esbarjo, és a dir, es va convertir en un espai que reunia un cafè, teatre, ball, corals, entre d'altres. La Unió va néixer amb les mateixes metes que l'altra societat de Teià, La Palma, fet que va produir una gran rivalitat entre les dues.
Durant la Guerra Civil (1936-1939), la societat de La Unió va absorbir La Palma, però, una vegada acaba la guerra, es produeix la separació de La Palma i els béns de La Unió passen a la Falange.
L'any 1963, l'Ajuntament duu a terme la compra de l'edifici de La Unió a la Falange. L'edifici s'ha convertit en un espai cultural municipal, amb sala d'exposicions, un espai escènic polivalent i el Fons Batllori.